# Turkestán

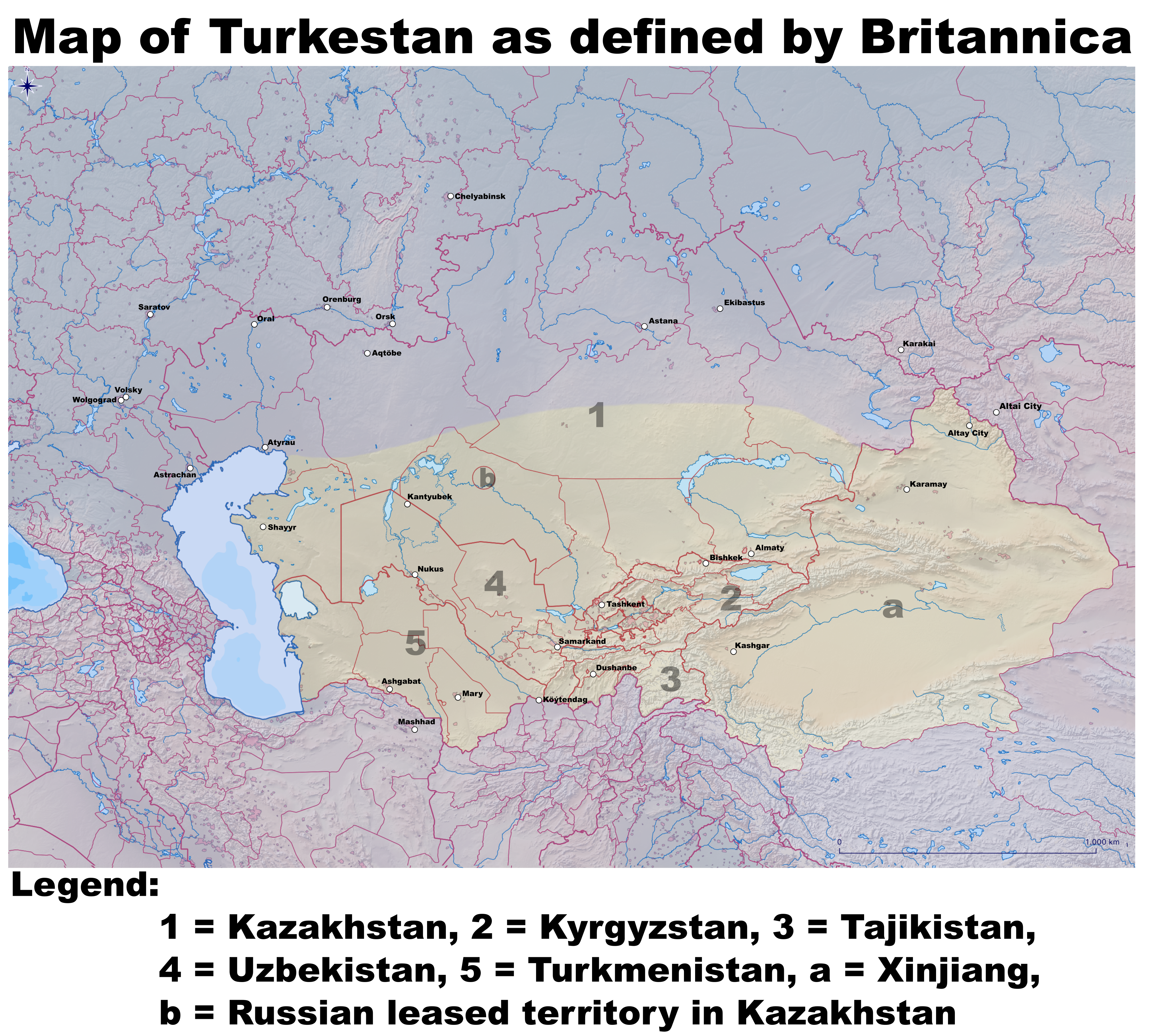
Mapa Turkestánu s hranicemi dnešních států

Turkestán (persky ترکستان; jindy Turkistan nebo Türkistan; v překladu Země Turků) je historická oblast v Asii, která se rozprostírá od východního pobřeží Kaspického moře až k vrcholům Hindúkuše, Pamíru a Ťan-šanu.

## Historie
Tato oblast byla oddělena od Ruska jednak Kaspickým mořem a Aralským jezerem, ale především rozsáhlým pásem pouští, které se táhly od Kaspického moře až k jezeru Balchaš u hranic s Čínou. Tyto geografické podmínky měly zřejmě největší vliv i na ovládnutí této oblasti Ruskem. Zatímco ruský postup směřoval od 17. století na východ a dosáhl pobřeží Tichého oceánu a dokonce i části amerického světadílu, zájem o Střední Asii ze strany Ruska byl mnohem menší a výrazněji se objevil až v 19. století.
Geograficky ovšem Turkestán zasahoval i dále na východ (čínský, též východní Turkestán, neboli Ujguristán) a na jih (afghánský Turkestán).